# Amagasaki (Hyōgo)
La ciudad de 
Amagasaki (尼崎市 Amagasaki-shi?) es una ciudad localizada al extremo este de la prefectura de Hyōgo, Japón y es ciudad vecina de Osaka. Fue fundada el 1 de abril de 1916. La ciudad corresponde al 8.º distrito electoral de Hyogo.
Tiene un área de 49,77 km² y una población de 460.091 habitantes (2005). 
Es la ciudad natal del piloto de Fórmula 1 Kamui Kobayashi.

## Ciudades hermanadas
- Augsburgo Alemania - 7 de abril de 1959
- An-shan, República Popular de China - 2 de febrero de 1983